# Christian Lupinus
Christian Lupinus vagy Christian Wolff, magyarosan: Lupinus Farkas Keresztély (Nagysink (Nagy-Küküllő megye), 1564 – 1612. szeptember 17.) erdélyi szász evangélikus lelkész, krónikaíró.

## Élete
1592-ben nagycsűri lelkész lett; innen Peter Lupinus halála (1597. november 20.) után Nagyszebenbe hívták meg városi lelkésznek. 1597–1599, 1601–1603, 1607–1609 években a káptalan dékáni tisztségét is betöltötte. Tevékenysége során foglalkozott az iskolák jobb karba hozásával, törvényeket alkotott a tanítók és tanulók számára, melyeket 1598-ban az iskola rektora tett közzé.
Krónikáját Johannes Oltardéval együtt Joseph Trausch adta ki a Chronicon Fuchsio-Lupino-Oltardinum című kötetben (1847–1848).

## Munkái
- Evangelia et Epistola Dominicorum et Festorum Dierum graece et latine cum gratia et privilegio Sereniss. Principis Transsil. 1598, Cibinii (névtelenül)
- Chronicon Fuchsio-Lupino-Oltardinum, sive annales hungarici et transylvanici, opera et studio Simonis Massae et Marci Fuchsii, nec non Christiani Lupini et Joannis Oltard concinnati, quibus ex lucubrationibus Andreae Gunesch, aliisque manuscriptis fidedignis quaedam adjecit Johannes Zigler Schenkensis. Edidit Jos. Trausch. Coronae, 1847–48, két kötet (I. Annales an. 990–1630, II. Annales an 1630–1699)
- Kéziratban: Protocollum Ven. Capituli Cibiniensis